# Warsow (видео игра)
Warsow је видео игра, пуцачина у првом лицу први пут јавно објављена 8. јуна 2005. године као алфа верзија. Игра је у активном развоју. Стабилна верзија је објављена 28. јула 2012, након 7 година развоја.
Warsow-ова кодна база је софтвер отвореног кода и бесплатан је, дистрибуира се под условима GPL-а; изграђена је на Qfusion, поодмакла модификација Quake II покретача. Уметнички и други медији су под лиценцом Warsow Content власничке лиценце, што омогућава да сарадници овог медија користе дело у "личном портфолио", али не у било којој другој игри.
Warsow је може се рећи базирана по роману E-novel-а "Chasseur de bots" од Fabrice Demurger. Роман је основа игре cyberpunk-овог визуелног стила, који се постиже комбинацијом цртаних филмова попут графика "cel-shaded cartoon" са тамним, сјајним и прљавим текстурама. Пошто је визуелна јасноћа важан за одржавање конкурентске игре, Warsow покушава да задржи ефекте минималистичким, јасним и видљивим.
Дана 28. октобра 2012, игра је издата на GOG.com. Warsow је такође послата и на Steam Greenlight 9. фебруара 2013, и одобрена је (greenlit) 18. септембра исте године.

## Играње
Само конкурентно играње Warsow-а фокусира се јако на кретању и trickjumps (необичним скоковима). Многи од трикова у Warsow потичу из Quake серије, укључујући кружне скокове, "bunny" скакање, страфе скакање, двоструко скакање, клизање по рампи и ракетни скокови, али Warsow такође даје играчима могућност да полете, избегну или да скачу по зидовима (wall jump), трикови који су првобитно били могући у Urban Terror-у. Он користи посебан тастер за већину специјалних покрета, што олакшава да их користите док радите друге ствари у исто време. Различити трикови покрета комбинују се да додате додатну димензију играња; како знање играча у покрету расте, они су у стању да подигну здравље, оклоп и оружје брже, и да савладају мање способног непријатеља. Разноликост и флексибилност физике је изазвало да се читава заједница посвети такмичаском делу на различитим тркачким мапама које игра нуди.

## Рецепција

### Медијска покривеност
Warsow је поменута у Good Game епизоди 14. априла 2008 под делом који се бави најбољим бесплатним играма.

### Такмичарска игра
Warsow је прихваћена као игра достојна такмичења на неколико великих онлајн лигама као што су Electronic Sports League и ClanBase. Поред прихватања од стране великих лига, многи специјализовани Warsow купови су настали такође. Добро познати су Bamboocha, европски Warsow дуел турнир, и ESW: Warsow, јапански Warsow куп. 2007, неколико LAN турнира Warsow убацује у такмичарски део као што су Crossfire Devotii Архивирано на веб-сајту  (14. јун 2018) Challenge 3, Warsow.nl LAN, и E-Sport Stadium 2007.
Такође, Warsow је приказана на немачком ТВ каналу GIGA Television неколико пута, унутар GIGA eSports и пар њихових емисија: Skill Sunday и Free For All и  Pay TV ITV станица GIGA 2, такође продуковано од стране Turtle Entertainment.